# Iridium Next
Iridium Next est la seconde génération de la constellation de satellites de télécommunications Iridium. Les satellites, d'une masse de 800 kilos chacun et d'une puissance électrique de 2 kW, sont placés à 780 km de la Terre, sur les mêmes orbites que les satellites de première génération.

## Historique du programme
Cette nouvelle constellation fait l'objet d'une commande de 81 satellites (72 en orbite et 9 en réserve au sol), le 2 juin 2010, à Thales Alenia Space, Cannes, France, pour un montant de 2,1 milliards de dollars,.
Le même jour, Iridium signe une ATP (Autorisation de Procéder), qui permet à Thales Alenia Space de commencer immédiatement les travaux de développement, avant même la finalisation du financement de la Coface, l’objectif étant de pouvoir lancer les premiers satellites au cours du premier trimestre 2015. L'accord final de la Coface est obtenu le 4 octobre 2010.
En cette période de la crise économique de 2008-2010, cette annonce est saluée avec ampleur par la Bourse, d'autant que l'annonce du contrat, qualifié par certaine presse comme le « contrat du siècle » pour Thales Alenia Space, est faite directement à la bourse de New-York, dès son ouverture ce 2 juin 2010 à 9h15, par les PDG des deux entreprises : Reynald Seznec, pour TAS et Matt Desch, pour Iridium.
La part européenne de ce contrat est de l'ordre de 60 %, répartie principalement entre les établissements de Thales Alenia Space en France (pour 50 %) à Cannes et à Toulouse, et les autres filiales européennes (pour 10 %) à Rome (Italie), Charleroi (Belgique) ; les 40 % restants faisant l'objet de sous-traitances aux États-Unis, principalement chez SEAKR à Centennial (CO) pour l'On Board Processor.
Le contrat est bouclé définitivement le 25 octobre 2010.
En janvier 2011, Thales Alenia Space choisit Orbital Sciences Corporation (OSC), à Gilbert, Arizona, pour l'intégration et les essais des satellites.
En mars 2011, Thales Alenia Space choisit Lockheed Martin IS & GS, à Gaithersburg (MD) pour le développement de l'Application Software.

## Charge utile
La partie principale de la charge utile de chaque satellite reprend les fonctions de ceux de première génération :
- une antenne active en bande L, jusqu'à 1,5 Mb/s, pour la mission principale (48 faisceaux sur une couverture de 4 500 km de diamètre)
- des antennes en bande Ka, jusqu'à 8 Mb/s, pour les liaisons inter-satellites
- des antennes en bande Ka, pour les liaisons vers les téléports (sol).

Mais une nouveauté est mise en œuvre sur cette constellation de satellites en orbite quasi polaire, c'est la possibilité d'implanter, sur chaque satellite, une charge utile additionnelle de 50 kg, bénéficiant d'une puissance électrique de 50  à   200 W, moyennant un coût d'implantation de 7 M€ et un coût annuel d'exploitation de 1,5 M€, pour des missions d'observation en continu de l'environnement  terrestre.
Elles peuvent être développées par le CNES, Thales Alenia Space, Acri-ST, etc. pour comprendre :
- des radiomètres à large bande pour le bilan radiatif terrestre ;
- des imageurs multispectraux ;
- des altimètres radar pour la connaissance du milieu océanique ;
- des senseurs du mouvement des nuages ainsi que du vent dans les régions polaires ;
- des enregistreurs de données de vol des aéronefs[11]
- etc.

En fait Iridium conclut un marche global avec Aireon (en) pour l'intégration d'une charge utile ADS-B dans chaque satellite.

## Plate-forme
Thales Alenia Space s’appuie sur sa filière de plates-formes EliteBus en orbite basse dédiées à des constellations, comme celle de seconde génération Globalstar.
Les satellites Iridium Next embarquent :
- une antenne active complexe,
- des générateurs solaires à deux axes reliés au corps du satellite par un mécanisme de rotation permettant le transfert de l'énergie collectée par les panneaux vers le corps du satellite, réalisés par RUAG Space à Nyon, Suisse[14],
- des systèmes de batterie comportant quatre modules de batterie constitués d'éléments Li-ion prismatiques MPS 176065 qualifiés pour l'espace (5,6 Ah), offrant une combinaison idéale de robustesse, de légèreté, de performance et de durabilité pour les applications satellites LEO. Des dispositifs de protection intégrés sur l'élément, des systèmes d'équilibrage actif, des circuits de réchauffage et toutes les fonctions de télémétrie associées garantissent la durée de vie des batteries pour la durée de vie prévue de 12 ans des satellites. Les batteries seront conçues, fabriquées, assemblées, intégrées et testées dans l'usine de Poitiers de Saft. Les premiers systèmes de batterie sont livrés à Thales Alenia Space en décembre 2012 ; les livraisons s'échelonnent ensuite sur quatre ans[15].
- un logiciel nécessaire au routage des appels.

## Centre de contrôle

### Logiciel
Le logiciel applicatif  relatif à la constellation est réalisé par Lockheed Martin. Il passe avec succès la Revue critique de définition (RCD) en septembre 2012, démontrant que sa conception se situe à un haut niveau de maturité, et tout à fait dans les délais prévus cette nouvelle génération de satellites de communications, avec un premier lancement prévu pour 2015.     

## Lancements
Le 15 juin 2016, Thales Alenia Space achève l’assemblage et les tests des satellites Iridium Next dans les locaux d’Orbital ATK tout en préparant leur départ vers le site de lancement de Vandenberg, pour un lancement alors prévu le 12 septembre 2016,.
Quelques semaines plus tard, l'échec d'une fusée Falcon 9 sur le pas de tir de Cap Canaveral conduit à reporter le tir Iridium de plusieurs mois. Le premier tir a finalement eu lieu le samedi 14 janvier 2017 à 17H54 UTC et a permis la mise de 10 satellites sur une orbite d'injection.
| Date       | Site       | Lanceur     | Numéro de satellite (au lancement)      |
| ---------- | ---------- | ----------- | --------------------------------------- |
| 14-01-2017 | Vandenberg | Falcon 9 FT | 102 103 104 105 106 108 109 111 112 114 |
| 25-06-2017 | Vandenberg | Falcon 9 FT | 113 115 117 118 120 121 123 124 126 128 |
| 09-10-2017 | Vandenberg | Falcon 9 B4 | 100 107 119 122 125 129 132 133 136 139 |
| 23-12-2017 | Vandenberg | Falcon 9 FT | 116 130 131 134 135 137 138 141 151 153 |
| 30-03-2018 | Vandenberg | Falcon 9 B4 | 140 142 143 144 145 146 148 149 150 157 |
| 22-05-2018 | Vandenberg | Falcon 9 B4 | 110 147 152 161 162                     |
| 25-07-2018 | Vandenberg | Falcon 9 B5 | 154 155 156 158 159 160 163 164 165 166 |
| 11-01-2019 | Vandenberg | Falcon 9 B5 | 167 168 169 170 171 172 173 175 176 180 |

Iridium 127 est renommé Iridium 100.
Les satellites restés au sol sont Iridium 101, 174, 177, 178, 179 et 181.

## Distinction
À l'issue d'une sélection comprenant désormais un vote public en ligne, Matt Desch, le président d’Iridium, a reçu le prix Satellite Executive of the Year 2018 durant le congrès Satellite de Washington. Matt Desch a salué au passage Jean-Loïc Galle, le président de Thales Alenia Space.